# Sunjong da Coreia
Sunjong (hangul: 순종; hanja: 純宗; rr: Sunjong; MR: Sunjong; 25 de março de 1874 – 24 de abril de 1926), também conhecido pelo nome de Imperador Yunghui (hangul: 융희제; hanja: 隆熙帝; rr: Yunghuije; MR: Yunghŭije), foi o segundo e último imperador coreano durante a Dinastia Joseon, tendo exercido sua regência de 1907 até 1910, quando se estabeleceu a ocupação japonesa na Coreia.

## Biografia

### Primeiros anos e reinado
Sunjong nasceu como o quarto filho do Imperador Gojong e da Imperatriz Myeongseong. Quando ele completou dois anos de idade, foi proclamado o príncipe herdeiro. Em 1882, se casou com uma mulher do clã Min, que mais tarde tornou-se a imperatriz Sunmyeonghyo (Hangul: 순 효 황후; Hanja: 純 明 孝 皇后). O império coreano foi estabelecido no ano de 1897, e Sunjong tornou-se o príncipe herdeiro imperial. Em julho de 1907, Gojong foi deposto como resultado da pressão exercida pelo imperialismo japonês, e dessa forma, Sunjong tornou-se imperador da Coreia. Ele foi proclamado herdeiro do trono de seu irmão mais novo, o Príncipe Imperial Yeong (Hangul: 영친왕; Hanja: 英 親王), e mudou-se do Palácio Deoksugung para a residência imperial localizada no Palácio Changdeokgung.

### Intervenção japonesa e abdicação
Apesar de seu título, o reinado de Sunjong foi limitado através da crescente intervenção armada do governo japonês à Coreia. Em julho de 1907, ele foi proclamado imperador da Coreia, mas foi imediatamente forçado a entrar no Tratado Japão-Coreia de 1907 (Hangul: 협약 신 협약, 정미 7 조약; Hanja: 韓日 新 協約, 丁未 七 條約). Este tratado permitiu ao governo japonês supervisionar e intervir na administração e governança da Coreia, o que também permitiu a nomeação de ministros japoneses dentro do governo. Sob supervisão japonesa, o exército coreano foi demitido sob o pretexto de falta de regulamentação sobre as finanças públicas. Em 1909, o Japão implementou o Protocolo Japão – Coreia (Hangul: H 각서; Hanja: 己酉 覺 書) que efetivamente conseguiu remover o poder judiciário da Coreia. Enquanto isso, o Japão despachou Ito Hirobumi, o Residente-Geral Japonês na Coreia, para negociar com a Rússia acerca dos problemas envolvendo a Coreia e a Manchúria. No entanto, Ito foi assassinado por Ahn Jung-geun em Harbin, o que levou à efetiva ocupação japonesa a Coreia. Além disso, políticos pró-japoneses, como Song Byung-jun e Lee Wan-yong, desertaram, ocasionando na disposição coreana para se unir com o Japão e estabelecendo o Tratado de Anexação Japão-Coreia em 29 de agosto de 1910. Embora o reinado de Sunjong ainda existisse no papel, a intervenção do governo japonês efetivamente acabou com o seu reinado de três anos, tornando-o sem efeito. Em 29 de agosto de 1910, o Japão aboliu o império coreano, encerrando definitivamente os 519 anos da dinastia Joseon.

### Pós abdicação e morte

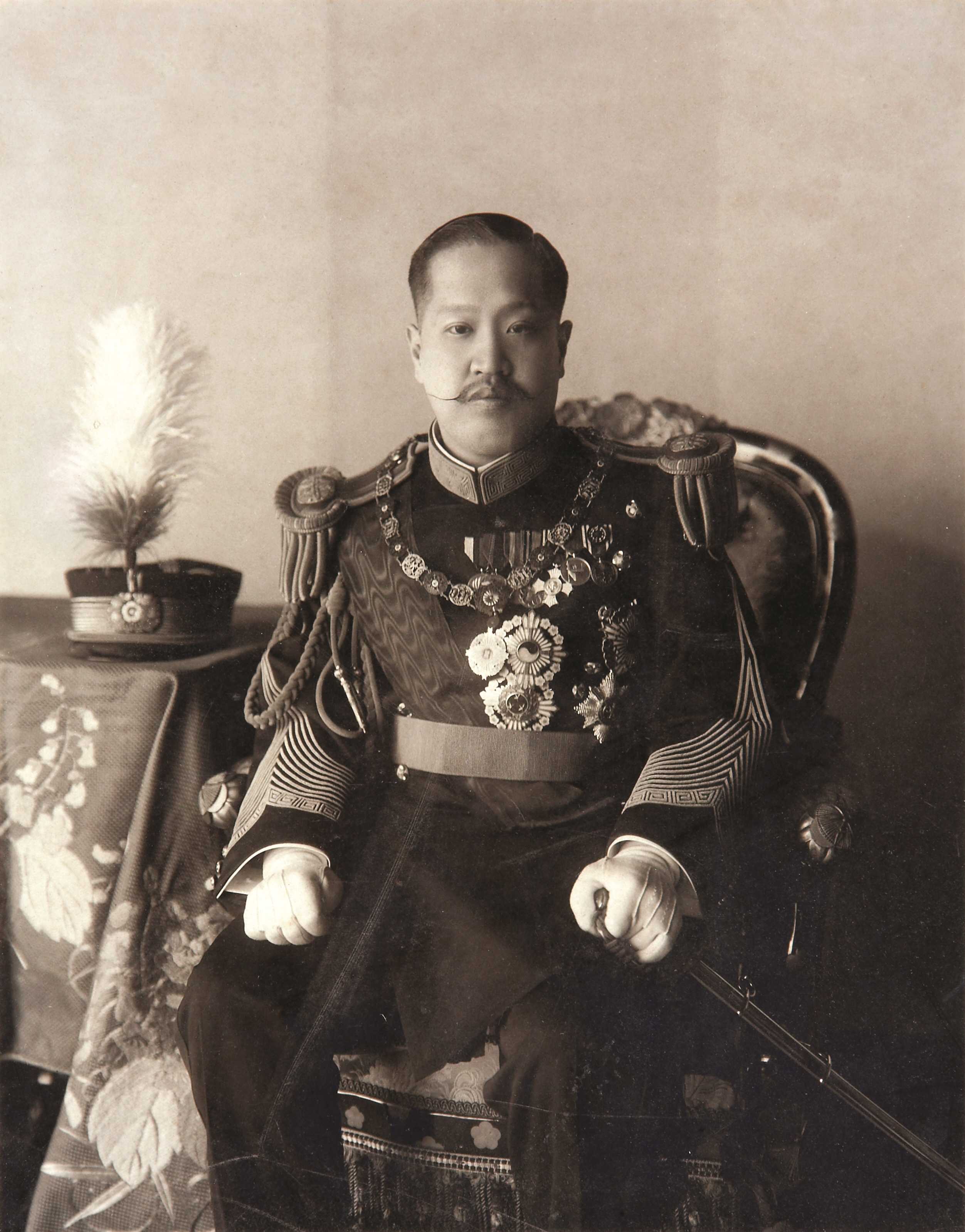
Sunjong trajando o uniforme de honra do Império Japonês.

Após o tratado de anexação, o agora ex-imperador Sunjong e sua esposa, a imperatriz Sunjeong, viveram o resto de suas vidas presos no Palácio Changdeokgung em Seul. Sunjong não conseguiu exercer qualquer poder como imperador porque havia apenas políticos pró-japoneses no governo. Após o colapso do Império Coreano, ele foi rebaixado de imperador para rei. No entanto, o Japão permitiu-lhe utilizar o título de Rei Yi do Palácio de Changdeok (Hangul: H 이왕; Hanja: 昌 德 宮 李 王) e que o mesmo fosse herdado.
Sunjong morreu em 24 de abril de 1926, em Changdeokgung e foi enterrado com suas duas esposas no túmulo imperial de Yureung (유릉, 裕 陵) na cidade de Namyangju. Seu funeral de estado ocorreu em 10 de junho de 1926, e tornou-se um catalisador para o Movimento de 10 de junho contra o domínio japonês.

## Nome póstumo completo
- Seu Imperador a Majestade Imperial Sunjong Munon Muryeong Donin Seonggyeong da Coreia
- Daehan Jeguk Sunjong Munon Muryeong Donin Seonggyeong Hwangje Pyeha

## Na cultura popular
Sunjong foi retratado por Ahn Sang-woo no filme sul-coreano de 2016, The Last Princess.